# Krajobraz po bitwie
Krajobraz po bitwie (en polonès Paisatge després de la batalla) és una pel·lícula dramàtica polonesa del 1970 dirigida per Andrzej Wajda i protagonitzada per Daniel Olbrychski; explica la història d'un supervivent d'un camp de concentració nazi poc després de l'alliberament, que resideix en un camp de desplaçats en algun lloc d'Alemanya. Es basa en els escrits del supervivent de l'Holocaust i autor polonès Tadeusz Borowski. En la seva major part, la trama gira al voltant dels esdeveniments representats al conte de Borowski anomenat "Bitwa pod Grunwaldem" ("La batalla de Grunwald") de la seva col·lecció Pożegnanie z Marią. La pel·lícula va participar al 23è Festival Internacional de Cinema de Canes.

## Argument
La pel·lícula narra la història de dos joves supervivents dels camps de concentració. A la seqüència inicial, es pot escoltar la "Tardor" d'Antonio Vivaldi mentre els presoners són alliberats. A un jove poeta polonès, Tadeusz, una bonica noia jueva, Nina, li demana que l'acompanyi a Occident. La seva experiència de campament, però, li impedeix adonar-se de la profunditat del seu amor per ell, i es resisteix a comprometre's. Nina és assassinada accidentalment per un soldat estatunidenc, fent que Tadeusz plori per primera vegada en anys. El xoc de la seva mort el torna al món dels sentiments reprimits pels seus captors nazis i permet ressorgir la seva creativitat original. Els crèdits apareixen al so d' "Hivern" de Vivaldi.

## Repartiment
- Daniel Olbrychski - Tadeusz
- Stanisława Celińska - Nina
- Aleksander Bardini - Professor
- Tadeusz Janczar - Karol
- Zygmunt Malanowicz - Sacerdot
- Mieczysław Stoor - Ensign
- Leszek Drogosz - Tolek
- Stefan Friedmann - Gitano
- Jerzy Oblamski - Presoner
- Jerzy Zelnik - Comandant americà
- Małgorzata Braunek - Noia alemanya
- Anna German - Noi americana
- Agnieszka Perepeczko - Amic Nina
- Alina Szpak - Dona alemanya
- Józef Pieracki - Cuiner